# 明興維勒

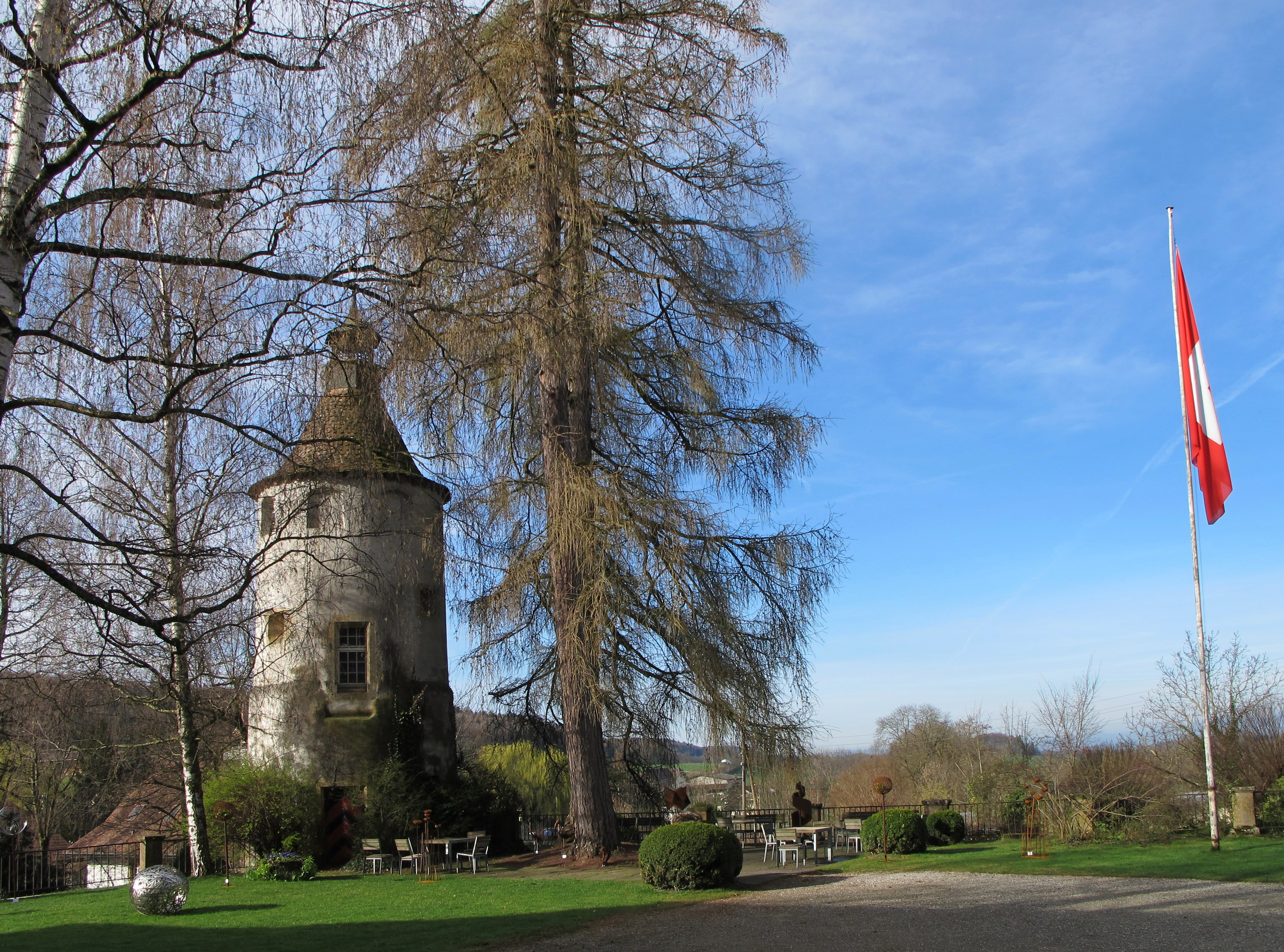

明興維勒是瑞士的城鎮，位於該國中西部，由伯恩州負責管轄，面積2.5平方公里，海拔高度508米，2011年人口470，六成人口信奉基督教，人口密度每平方公里188人。